# Francis Brooks
Francis Gerard Brooks (* 14. Januar 1924 in Rathfriland, County Down, Nordirland; † 4. September 2010 in Jerrettspass, Co. Down) war ein irischer Geistlicher und Bischof von Dromore in Nordirland.

## Leben
Francis Gerard Brooks empfing nach seinem Studium am 19. Juni 1949 die Priesterweihe. Er lehrte am St. Coleman’s College, Newry, und war später dessen Präsident.
Papst Paul VI. ernannte ihn 1975 zum Bischof des Bistums Dromore. Der Erzbischof von Armagh, William Kardinal Conway, spendete ihm am 25. Januar 1976 in der Kathedrale von Newry die Bischofsweihe; Mitkonsekratoren waren Erzbischof Gaetano Alibrandi, Nuntius in Irland, und sein Amtsvorgänger Eugene O’Doherty.
Brooks war langjähriger Vorsitzender des Finanzausschusses der Irischen Bischofskonferenz. 1999 nahm Papst Johannes Paul II. seinen altersbedingten Rücktritt an.